# Sona Vəlixan

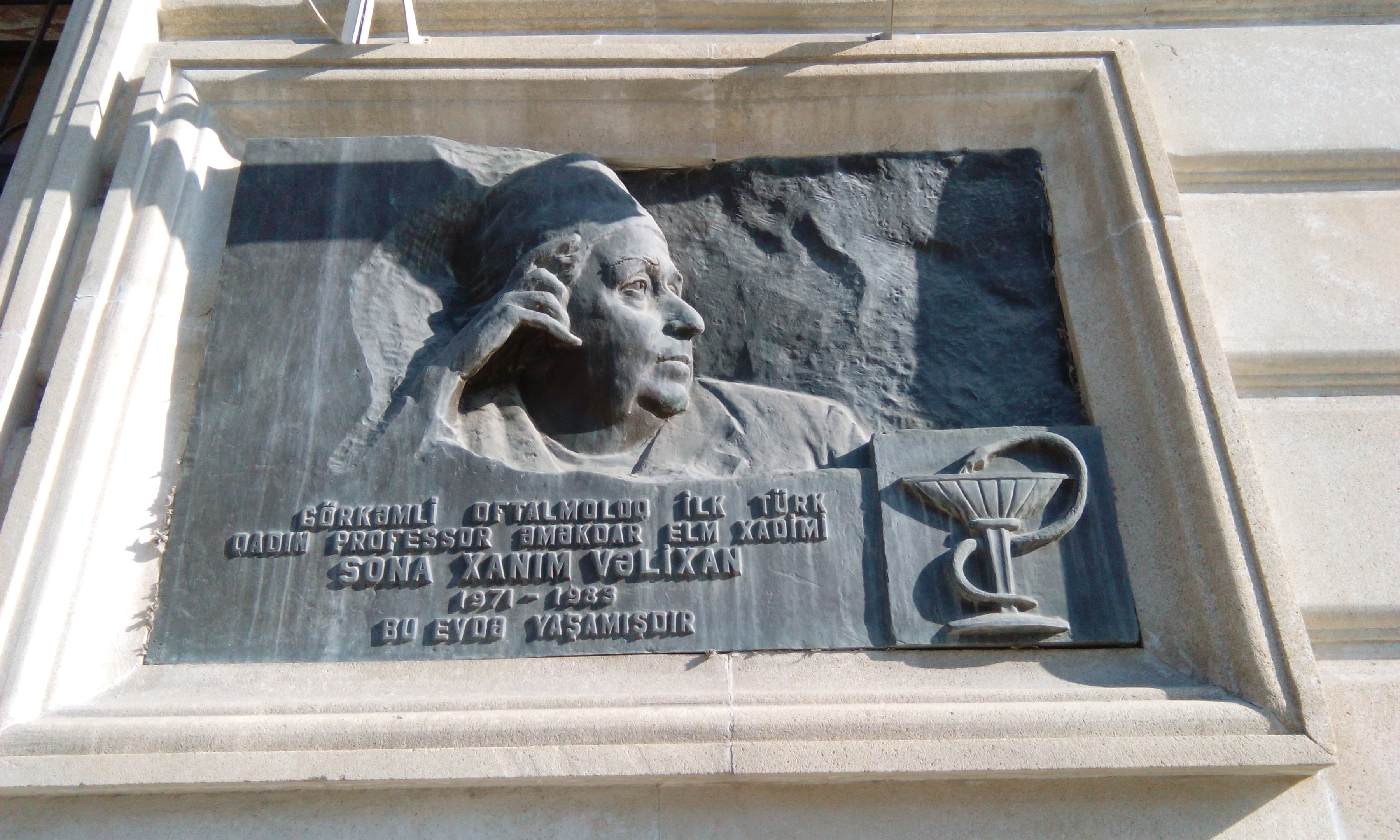
Gedenktafel am Gebäude, in dem Sona Vəlixan in Baku lebte

Sona Vəlixan (aserbaidschanisch Sona xanım İbrahim qızı Vəlixan, russisch Сона Ибрагим кызы Велихан; * 19. Juni 1883 in Gouvernement Charkow, Russisches Kaiserreich; † 4. April 1982 in Baku, AsSSR) war Augenärztin, Professorin, Leiterin der Abteilung des Aserbaidschanischen Medizinischen Instituts, stellvertretende Direktorin des Aserbaidschanischen Instituts für Augenheilkunde und Vorsitzende der Aserbaidschanischen Gesellschaft für Augenheilkunde.

## Leben
Sona Vəlixan wurde am 19. Juni 1883 in Gouvernement Charkow in einer Arztfamilie geboren. Ihr Vater Ibrahim Rəhimov war im Dorf Dağkəsəmen im Ujesd Qazax, Regierungsbezirk Elisabethpol geboren und wurde nach dem Abschluss des Gymnasiums in Tiflis zum Studium auf Staatskosten an die Universität Moskau geschickt. Rəhimovs Teilnahme an den Studentenunruhen und seine Nähe zu revolutionären Kreisen führten dazu, dass er über ein Jahr in der Petropawlowski-Festung verbrachte, wohin er zusammen mit anderen Verhafteten aus Moskau verlegt wurde, und nach seiner Entlassung Russland verlassen musste. Er absolvierte seine medizinische Ausbildung in Wien und zog dann nach Charkow, wo seine Tochter Sona geboren wurde.
Im Jahr 1900 reiste sie in die Schweiz, wo sie ein Jahr lang an der Universität Lausanne studierte. Erst 1908 gelang es Vəlixan, ihre Ausbildung abzuschließen und einen Abschluss am Medizinischen Fraueninstitut in St. Petersburg (später 1. Medizinisches Institut Leningrad) zu machen. Damit war sie eine der ersten aserbaidschanischen Frauen mit Hochschulbildung und die erste aserbaidschanische Frau, die einen Doktortitel erhielt. Nach dem Abschluss des Instituts arbeitete sie an der medizinischen Fakultät der Universität Charkow. Von 1923 bis 1939 arbeitete Vəlixan als Assistentin, Dozentin und Professorin an der Augenklinik des Aserbaidschanischen Medizinischen Instituts. Von 1939 bis 1971 war sie Leiterin der Abteilung für Augenheilkunde des Staatlichen Instituts für die Fortbildung von Ärzten in Aserbaidschan.
Dank ihrer intensiven wissenschaftlichen Tätigkeit hat sie zu mehr als 60 wissenschaftlichen Arbeiten beigetragen, darunter 2 Monographien. Unter Vəlixans Betreuung wurden 3 Habilitationsschriften und 18 Doktorarbeiten verteidigt, die sich dem Werk der Augenheilkunde als Hauptbestandteil ihrer pädagogischen Tätigkeit widmeten. Die Wichtigkeit und den Stellenwert ihrer wissenschaftlichen Arbeit zeigt sich darin, dass ihr Artikel On the Pathological Anatomy of Endophthalmitis von 1931 die Aufmerksamkeit des Nobelkomitees auf sich zog. Im Jahr 1941 nominierte das Nobelkomitee sie für den Nobelpreis für Psychologie oder Medizin für herausragende Leistungen bei der Entwicklung der Augenheilkunde und der Bekämpfung des Trachoms. Dieses historische Ereignis konnte wegen des Ausbruchs des Zweiten Weltkriegs, der die jährliche Verleihung der Nobelpreise aussetzte, nicht stattfinden.
Sona Vəlixan war neben ihrer wissenschaftlichen und medizinischen Tätigkeit eine aktive Persönlichkeit des öffentlichen Lebens. Sie hatte stets einen guten Ruf in der Gesellschaft und leistete mit ihrer unerschöpflichen Energie große Aufklärungsarbeit. Sie war ein Vorbild für Tausende von Menschen als ein Mensch der Fürsorge, des Patriotismus und der Verbundenheit mit ihrem Land.
Einige der Materialien aus Sona Vəlixans ersten Jahren als Ärztin – ophthalmologische Instrumente aus den Jahren 1910 bis 1920 – Spritzen, Zangen und Klemmen sind im zweiten Stock der Ausstellung des Nationalen Geschichtsmuseums von Aserbaidschan ausgestellt, und einige der Materialien werden im Geschenk- und  Erinnerungsfonds des Museums aufbewahrt. Die wissenschaftliche und öffentliche Tätigkeit der ausgezeichneten Wissenschaftlerin, Professorin Sona Vəlixan, wurde vom Staat stets hoch geschätzt und sie erhielt regelmäßig Auszeichnungen und Medaillen.
Sona Valixan starb 1982 im Alter von 99 Jahren in Baku. An der Wand des Hauses in Baku (Hüseyn Cavid Prospekti, 20), in dem Vəlixan von 1971 bis 1982 lebte, befindet sich eine Gedenktafel mit ihrem Flachrelief.